# ウィリアム・ボイス
ウィリアム・ボイス（William Boyce, 1711年9月11日 – 1779年2月7日）は、イギリスの作曲家、オルガン奏者。
ロンドン生まれ。セント・ポール大聖堂の聖歌隊への所属歴があるが、その後、声変わりをしてモーリス・グリーンの下で音楽を学んだ。1734年、オルガン奏者のプロとして活動し始める。数々の同様の職を経て、1755年に「国王の音楽師範」に抜擢。1758年に王室礼拝堂のオルガン奏者になった。
難聴が酷くなり、オルガン奏者として活動が出来なくなると、職を辞して、師のモーリス・グリーンが未完成のまま残した「教会音楽」（Cathedral Music）の編纂の完成に努めた。その多くの作品は今日でも英国教会で使用されている。
主な作品に、8つの交響曲、賛歌、叙情詩、仮面劇『ペレウスとテティス』、ジョン・ドライデンの世俗的仮面劇（Secular Masque）のための歌曲、ウィリアム・シェイクスピアの『テンペスト』『シンベリン』『ロミオとジュリエット』『冬物語』のための音楽、12のトリオ・ソナタなどがある。
ボイスは死後、忘れられた存在となっていき、今日でも作品が演奏されることは稀である。しかし1930年代に多くの作品が発掘され、コンスタント・ランバートが校訂し指揮を行った。